# Okręty podwodne typu O’Byrne
Okręty podwodne typu O’Byrne – francuskie okręty podwodne z czasów I wojny światowej i okresu międzywojennego. Pierwotnie zostały zamówione przez Rumuńską Marynarkę Wojenną, jednak podczas budowy zostały zarekwirowane przez rząd Francji. W latach 1917–1920 w stoczni Schneidera w Chalon-sur-Saône zbudowano trzy okręty tego typu. Jednostki weszły w skład Marine nationale w 1921 roku, służąc następnie na Morzu Śródziemnym. Okręty zostały skreślone z listy floty w latach 1928–1935.

## Projekt i budowa
Okręty zamówione zostały przed wybuchem I wojny światowej przez Rumuńską Marynarkę Wojenną. Jednostki zaprojektował inż. Maxime Laubeuf. W 1917 roku okręty zostały zarekwirowane przez rząd francuski i ukończone z powiększonymi kioskami oraz mostkami.
Trzy jednostki typu O’Byrne zbudowane zostały w stoczni Schneidera w Chalon-sur-Saône. Stępki okrętów położono w kwietniu 1917 roku, zostały zwodowane w latach 1919–1920, a do służby przyjęto je w 1921 roku. Jednostki otrzymały nazwy na cześć francuskich dowódców okrętów podwodnych („Curie” – Johna O’Byrne’a, „Saphir” – Henriego Fourniera i „Joule” – Louisa Auberta du Petit-Thouarsa), którzy zginęli podczas wojny. Jednostki otrzymały numery burtowe SC5–SC7.
| Okręt                         | Stocznia  | Początek budowy | Wodowanie        | Wejście do służby |
| ----------------------------- | --------- | --------------- | ---------------- | ----------------- |
| „O’Byrne” (SC5)               | Schneider | kwiecień 1917   | 22 maja 1919     | 1921              |
| „Henri Fournier” (SC6)        | Schneider | kwiecień 1917   | 30 września 1919 | 1921              |
| „Louis Dupetit-Thouars” (SC7) | Schneider | kwiecień 1917   | 12 maja 1920     | 1921              |

## Dane taktyczno–techniczne
Okręty podwodne typu O’Byrne były średniej wielkości okrętami podwodnymi o konstrukcji dwukadłubowej. Długość całkowita wynosiła 52,4 metra, szerokość 4,7 metra i zanurzenie 2,7 metra. Wyporność w położeniu nawodnym wynosiła 342 tony, a w zanurzeniu 513 ton. Okręty napędzane były na powierzchni przez dwa czterosuwowe silniki wysokoprężne Schneider-Carels o łącznej mocy 1020 koni mechanicznych (KM). Napęd podwodny zapewniały dwa silniki elektryczne Schneider o łącznej mocy 400 KM. Dwuśrubowy układ napędowy pozwalał osiągnąć prędkość 14 węzłów na powierzchni i 8 węzłów w zanurzeniu. Zasięg wynosił 1850 Mm przy prędkości 10 węzłów (lub 875 Mm przy 12 węzłach) w położeniu nawodnym oraz 55 Mm przy prędkości 5 węzłów pod wodą.
Okręty wyposażone były w cztery dziobowe wyrzutnie torped kalibru 450 mm, z łącznym zapasem 6 torped. Uzbrojenie artyleryjskie stanowiło działo pokładowe kal. 47 mm M1902 L/50.
Załoga pojedynczego okrętu składała się z 2 oficerów oraz 23 podoficerów i marynarzy.

## Służba
Wszystkie okręty typu O’Byrne cały okres swojej służby spędziły na Morzu Śródziemnym. Jako pierwszy z listy floty został skreślony „Louis Dupetit-Thouars” (9 listopada 1928 roku), a pozostałe dwie jednostki służyły do lipca 1935 roku.